# Densidad espectral

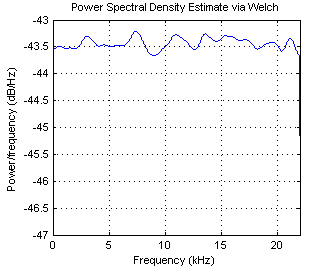
DEP de una señal aleatoria en la banda de 0kHz-20kHz estimada mediante el método de Welch.

En matemáticas y en física, la Densidad Espectral (Spectral Density) de una señal es una función matemática que nos informa de cómo está distribuida la potencia o la energía (según el caso) de dicha señal sobre las distintas frecuencias de las que está formada.

La definición matemática de la Densidad Espectral (DE) es diferente dependiendo de si se trata de señales definidas en energía, en cuyo caso hablamos de Densidad Espectral de Energía (DEE), o en potencia, en cuyo caso hablamos de Densidad Espectral de Potencia (DEP).

Aunque la densidad espectral no es exactamente lo mismo que el espectro de una señal, a veces ambos términos se usan indistintamente, lo cual, en rigor, es incorrecto.

## Definición matemática

### Señales definidas en energía
Una señal {\displaystyle x(t)} es definida en energía si su energía media es finita, i.e, {\displaystyle 0<E_{x}<\infty } y por tanto, su potencia media es cero. Otra forma de decir lo mismo es si la integral de su valor absoluto al cuadrado existe y es finita.
Su DEE es
{\displaystyle S_{xx}(f)=\left|X(f)\right|^{2}} expresado en [J/Hz]
donde {\displaystyle X(f)} es la Transformada de Fourier de {\displaystyle x(t)}, la integral de esta función en todo el eje {\displaystyle f} es el valor de la energía total de la señal {\displaystyle x(t)}
{\displaystyle E=\int _{-\infty }^{+\infty }S_{xx}(f)df}

### Señales definidas en potencia
Una señal {\displaystyle x(t)} es definida en potencia si su potencia media es finita, i.e, {\displaystyle 0<P_{x}<\infty } y por tanto, su energía media es infinita, {\displaystyle E_{x}=\infty }.
La DEP se calcula usando el Teorema de Wiener-Khinchin el cual relaciona la DEP con la transformada de Fourier de la función de autocorrelación
{\displaystyle S_{xx}(f)={\mbox{TF}}\left\{R_{xx}(\tau )\right\}=\int _{-\infty }^{\infty }\,R_{xx}(\tau )\,e^{-2\pi \,if\tau }\,d\tau } expresado en [W/Hz]
donde {\displaystyle {\mbox{TF}}} significa Transformada de Fourier y {\displaystyle R_{xx}} es la función de autocorrelación de {\displaystyle x(t)}. 
El valor {\displaystyle S_{xx}(0)} es la potencia de la componente continua (DC) de la señal. La integral de esta función en todo el eje {\displaystyle f} es el valor de la potencia total de la señal {\displaystyle x(t)}
{\displaystyle P=\int _{-\infty }^{+\infty }S_{xx}(f)df}
Usando el concepto de correlación cruzada es posible definir también la densidad espectral cruzada.
{\displaystyle S_{xy}(f)={\mbox{TF}}\left\{R_{xy}(\tau )\right\}}

Nota: En realidad, la definición de la DEP sirve también para las señales definidas en energía, que serían un caso particular. En este caso la Transformada de Fourier de la autocorrelación de la señal x(t) sería simplemente la transformada de Fourier de la señal x(t) al cuadrado, es decir, la DEE.

## Propiedades

### Relativas a los sistemas lineales e invariantes con el tiempo
En un sistema lineal e invariante con el tiempo en el que {\displaystyle x(t)} es la entrada, {\displaystyle h(t)} la respuesta al impulso e {\displaystyle y(t)} la salida del sistema. Tenemos las siguientes propiedades:
{\displaystyle m_{y}=m_{x}\cdot H(0)}
{\displaystyle S_{yy}(\omega )=S_{xx}(\omega )\cdot |H(\omega )|^{2}}
{\displaystyle S_{xy}(\omega )=S_{xx}(\omega )\cdot H^{*}(\omega )}
{\displaystyle S_{yx}(\omega )=S_{xy}^{*}(\omega )=S_{xx}(\omega )\cdot H(\omega )}
donde {\displaystyle m_{y}} es la media de {\displaystyle y(t)} y {\displaystyle S_{xy}} es la densidad espectral cruzada entre {\displaystyle x(t)} e {\displaystyle y(t)}

### Suma de procesos
En general, la Densidad Espectral de la suma NO es suma de Densidades Espectrales. Esto solo es cierto si ambos procesos no están correlacionados. En general, si tenemos:
{\displaystyle z(t)=x(t)+y(t)}
donde {\displaystyle x(t)} e {\displaystyle y(t)} son conjuntamente estacionarios, entonces
{\displaystyle R_{zz}(\tau )=R_{xx}(\tau )+R_{yy}(\tau )+R_{xy}(\tau )+R_{yx}(\tau )\,}
{\displaystyle S_{zz}(\omega )=S_{xx}(\omega )+S_{yy}(\omega )+S_{xy}(\omega )+S_{yx}(\omega )\,}
{\displaystyle S_{zz}(\omega )=S_{xx}(\omega )+S_{yy}(\omega )+S_{xy}(\omega )+S_{xy}^{*}(\omega )\,}
{\displaystyle S_{zz}(\omega )=S_{xx}(\omega )+S_{yy}(\omega )+2{\mbox{Re}}\left[S_{xy}(\omega )\right]}

## Estimación de la densidad espectral
Un problema muy común y con grandes aplicaciones prácticas en procesado de señal es el de estimar la densidad espectral de potencia de una señal aleatoria estacionaria. Decimos "estimar" puesto que, como la señal es un proceso estocástico (estacionario) dada la naturaleza estocástica del mismo no es posible determinar con absoluta precisión su DEP a no ser que dispongamos de un registro de señal infinito, lo cual no es posible.
Las técnicas de estimación se dividen en dos grandes grupos:
- No Paramétricas. Están basadas siempre de una u otra forma en el cálculo del periodograma. Calcular la transformada de fourier (en un ordenador es la DFT) de un registro de señal para estimar su espectro es un ejemplo de técnica no paramétrica.
- Paramétricas. Consisten en suponer un determinado modelo para el proceso estocástico (modelos AR, MA, ARMA, etc) y en la estimación de los parámetros de estos modelos mediante técnicas de predicción lineal (filtrado lineal óptimo) u otros métodos.

### Acerca de los procesos estocásticos no estacionarios
La DE solo está matemáticamente bien definida en el caso de señales con una función de autocorrelación estacionaria, i.e, que no dependa de la posición de las variables aleatorias que componen el proceso sino solo de la distancia entre ellas. Es decir, la DE solo está bien definida para el caso de señales deterministas y señales aleatorias estacionarias.
Un proceso aleatorio no estacionario que es estacionario a trozos se llama cuasi-estacionario y es posible definir la DEP en cada uno de estos trozos. Para estimar la DEP en este tipo de procesos lo normal es usar un método de estimación espectral paramétrico adaptativo (por ejemplo mediante un modelo AR y el algoritmo LMS para identificar el modelo AR).

## Aplicaciones
- Intuitivamente, la Densidad Espectral sirve para identificar periodicidades escondidas en una función de variable continua o de variable discreta (secuencia de números)
- Estimar la entropía de un proceso aleatorio (las señales deterministas obviamente no tienen entropía). Cuanto más plana es la DEP de una señal aleatoria, más entropía contiene. Una señal aleatoria cuya DEP sea perfectamente plana se llama ruido blanco, no contiene redundancia y por tanto no puede ser comprimida (sin pérdidas).
- Una vez conocida su entropía, comprimir con o sin pérdidas una señal de audio o vídeo (codecs FLAC/MP3/OGG, DIVX/THEORA/etc) o restaurar sus propiedades
- Proporciona información muy valiosa sobre la dinámica interna de muchos sistemas físicos. Sirve para identificar elementos o compuestos químicos (espectroscopia). También sirve para la identificación de modelos matemáticos lineales en teoría de control